# ケイエス冷凍食品
ケイエス冷凍食品株式会社（ケイエスれいとうしょくひん）は、家庭用、業務用の冷凍食品を製造する日本の食品メーカー。本社は大阪府泉佐野市。JTグループ。

## 概要
旧社名はユニチカ三幸。惣菜メーカーの三幸（現・イニシオフーズ。日清製粉グループに属する）とユニチカの合弁により1972年（昭和47年）に発足。発足当時はユニチカグループに属した。2000年（平成12年）3月に大手冷食メーカーの加ト吉（現・テーブルマーク）がユニチカ保有分の全株式を取得、加ト吉（K）と三幸（S）の頭文字を取り「ケイエス冷凍食品」に社名を改めた。2006年（平成18年）3月9日、名古屋証券取引所2部に上場。
2010年（平成22年）1月、親会社のテーブルマークが当社株式に対する株式公開買付けを開始、同年3月に成立。同年7月に当社はテーブルマークの完全子会社となり上場廃止となった。
創業時から畜産加工品に強みを見せ、肉だんご、鶏つくね串、焼とり串などの主力商品を持っている。現在は健康志向を目指し、ほぼ全商品にうま味調味料、着色料、保存料を使用していないことを謳っている。

## 主な商品
- 肉だんご（当社売上の25%、冷凍肉団子では業界トップシェアを誇るロングセラー商品）
- エビのチリソース
- 鶏つくね串
- お弁当焼とり串
- 中華そうざい三種

など